# Activo subyacente
Activo subyacente  es un activo real o financiero en el que se base un instrumento derivado. Es el objeto de adquisición o enajenación real o teórica en la liquidación del instrumento derivado.
La normativa española exige que siempre consista en:
1. Activos o instrumentos de los mencionados en los párrafos a), b), c) y d) del artículo 36.1 del Reglamento de la Ley 35/2003.
2. Dividendos sobre acciones mencionadas en el párrafo a) del artículo 36.1 del Reglamento de la Ley 35/2003 o sobre índices bursátiles que cumplan los requisitos establecidos en la normativa vigente.
3. Riesgo de crédito.
4. Volatilidad y varianza.
5. Índices financieros.
6. Tipos de interés.
7. Tipos de cambio o divisas.
8. Materias primas para las que exista un mercado secundario de negociación.
9. Acciones o participaciones en IIC de inversión libre, así como en instituciones extranjeras similares a éstas previstas en el artículo 36.1.j) del Reglamento de la Ley 35/2003.
10. Inflación de países o zonas geográficas siempre y cuando sus reglas de cálculo, transparencia y difusión sean equivalentes a las establecidas para el índice de precios de consumo armonizado de la Unión Europea.
11. Cualquier otro activo subyacente cuya utilización haya sido autorizada por la Comisión Nacional del Mercado de Valores, o
12. Cualquier combinación de los mencionados en las letras anteriores.

- Datos: Q498849